# Гелен Гандшу
Гелен Хандшу (нім. Helena Handschuh) — криптограф. Найбільш відома її розробка — алгоритм симетричного блочного шифрування SHACAL. Крім цього, брала участь у створенні блочного шифру Universal Encryption Standard. Отримала ступінь доктора філософії в області криптографії в ENST.